# Otites porcus
Espèce
Otites porcus est une espèce d'Insectes Diptères Brachycères de la famille des Ulidiidae.

## Systématique
Le nom valide complet (avec auteur) de ce taxon est Otites porcus (Latreille, 1804).
L'espèce a été initialement classée dans le genre Musca sous le protonyme Musca porcus Latreille, 1804.
Otites porcus a pour synonymes :
- Blainvillia jucunda Robineau-Desvoidy, 1830
- Musca porcus Latreille, 1804
- Otites jucunda (Robineau-Desvoidy, 1830)